# Huqin

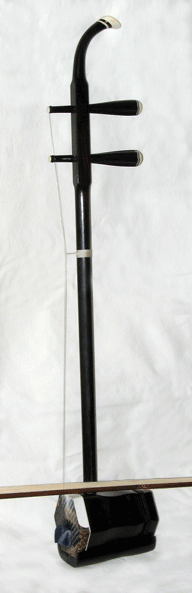
Vista lateral de un erhu, tipo común de huqin.

El huqin (胡琴; pinyin: húqín) es una familia de instrumentos de cuerda con arco utilizado en la música china. Consiste en una caja sonora redonda, hexagonal u octogonal al que se adhiere un largo puente. Los instrumentos de la familia tienen dos cuerdas, a excepción del sihu que tiene cuatro cuerdas afinadas en pares. Las cajas se revisten típicamente con piel de víbora o laminados de madera. Poseen dos clavijas de afinación, una para cada cuerda. La mayoría permite el paso del arco entre las cuerdas.
Los hugin más comunes se denominan erhu, que podría describirse esencialmente como un violín chino, el zhonghu, o viola china , y el gaohu, un instrumento más agudo usado comúnmente en música cantonesa. Se han documentado más de treinta tipos de huqin. 
Se cree que la familia desciende de un instrumento llamado xiqin (奚琴), usado originariamente por los Xi, un pueblo nómade de Asia central. 
En el siglo XX, se desarrollaron instrumentos bajos como el dihu, gehu, y el diyingehu, para uso en la moderna orquesta china. De estos, el gehu y el diyingehu son esencialmente versiones de cellos y contrabajos diseñados para tener un timbre que armonice con el sonido del huqin tradicional. Generalmente tienen cuatro cuerdas y trastes, y se los toca en forma similar a los instrumentos occidentales. 
Instrumentos muy similares se utilizan en países vecinos, como Mongolia, Corea, Japón , Vietnam, Laos , Tailandia y Camboya. 

## Instrumentos de la familia china
- Erhu (二胡)
- Gaohu (高胡)
- Banhu (板胡)
- Jinghu (京胡)
- Zhonghu (中胡)
- Yehu (椰胡)
- Erxian (二弦)
- Tiqin (提琴)
- Daguangxian (大广弦)
- Datong (大筒)
- Datongxian (大筒弦)
- Hexian (和弦)
- Huluhu (tradicional: 葫盧胡; simplificado: 葫芦胡)
- Maguhu (tradicional: 馬骨胡; simplificado: 马骨胡)
- Tuhu (土胡)
- Jiaohu (角胡)
- Zhuihu (tradicional: 墜胡; simplificado: 坠胡)
- Zhuiqin (tradicional: 墜琴; simplificado: 坠琴)
- Leiqin (雷琴)
- Sihu (四胡)
- Sanhu (三胡)
- Dahu (大胡)
- Dihu (低胡)
  - Xiaodihu (小低胡)
  - Zhongdihu (中低胡)
  - Dadihu (大低胡)
- Cizhonghu
- Gehu (革胡)
- Diyingehu (低音革胡)
- Laruan (拉阮)
  - Dalaruan (大拉阮)
- Paqin
- Xiqin (奚琴)
- Niutuiqin o niubatui (牛腿琴 o 牛巴腿) (Guizhou)
- Matouqin (馬頭琴) (Mongolia)
- Aijieke (艾捷克) (Xinjiang)
- Sataer (萨它尔) (Xinjiang)

## Instrumentos relacionados en otras naciones asiáticas
- Đàn gáo (Vietnam)
- Đàn hồ (Vietnam; hồ deriva del chino hu)
- Đàn nhị (Vietnam; también llamado đàn cò)
- Haegeum (Corea; derivado del xiqin)
- Kokyu (Japón)
- Saw duang (Tailandia)
- Saw ou (Tailandia)
- Saw sam sai (Tailandia)
- Tro (Camboya)
- Tro Jemer (Camboya)

### Fotografías
- Huqin photographs Archivado el 2 de julio de 2008 en Wayback Machine. (página 1)
- Huqin photographs Archivado el 25 de julio de 2008 en Wayback Machine. (página 2)
- Huqin photographs Archivado el 25 de julio de 2008 en Wayback Machine. (página 3)

- Datos: Q1255518